# Langur de les illes Mentawai
El langur de les illes Mentawai (Presbytis potenziani) és una espècie de primat de la família dels cercopitècids. És endèmic de les illes Mentawai (Indonèsia). El seu hàbitat natural són els boscos secs tropicals o subtropicals. Està amenaçat per la pèrdua d'hàbitat.